# Campionati mondiali di biathlon 2001
I Campionati mondiali di biathlon 2001 si svolsero dal 3 all'11 febbraio a Pokljuka, in Slovenia.

## Risultati

### Uomini

#### Sprint 10 km
| Posizione | Atleta            | Nazione     | Tempo    | Penalità |
| --------- | ----------------- | ----------- | -------- | -------- |
| 1         | Pavel Rostovcev   | Russia      | 24:40.3  | 0-0      |
| 2         | René Cattarinussi | Italia      | + 46.6   | 0-0      |
| 3         | Halvard Hanevold  | Norvegia    | + 47.9   | 1-0      |
| 4         | Egil Gjelland     | Norvegia    | + 1:03.3 | 1-0      |
| 5         | Sven Fischer      | Germania    | + 1:04.0 | 0-1      |
| 6         | Paavo Puurunen    | Finlandia   | + 1:05.3 | 0-0      |
| 7         | Raphaël Poirée    | Francia     | + 1:06.2 | 0-2      |
| 8         | Frode Andresen    | Norvegia    | + 1:07.7 | 2-2      |
| 9         | Jeremy Teela      | Stati Uniti | + 1:08.3 | 1-0      |
| 10        | Vincent Defrasne  | Francia     | + 1:10.0 | 0-1      |

3 febbraio

#### Inseguimento 12,5 km
| Posizione | Atleta               | Nazione   | Tempo    | Penalità |
| --------- | -------------------- | --------- | -------- | -------- |
| 1         | Pavel Rostovcev      | Russia    | 34:21.3  | 1-0-2-0  |
| 2         | Raphaël Poirée       | Francia   | + 5.9    | 0-1-0-1  |
| 3         | Sven Fischer         | Germania  | + 45.6   | 0-1-1-0  |
| 4         | Ole Einar Bjørndalen | Norvegia  | + 56.3   | 1-1-0-1  |
| 5         | Egil Gjelland        | Norvegia  | + 1:06.4 | 0-1-1-0  |
| 6         | Frode Andresen       | Norvegia  | + 1:18.2 | 1-1-2-1  |
| 7         | Vincent Defrasne     | Francia   | + 1:21.2 | 0-0-0-2  |
| 8         | Tomaž Globočnik      | Slovenia  | + 1:21.3 | 0-0-1-0  |
| 9         | Halvard Hanevold     | Norvegia  | + 1:36.4 | 0-0-2-1  |
| 10        | Zdeněk Vítek         | Rep. Ceca | + 1:41.8 | 0-0-1-1  |

4 febbraio

#### Partenza in linea 15 km
| Posizione | Atleta               | Nazione     | Tempo    | Penalità |
| --------- | -------------------- | ----------- | -------- | -------- |
| 1         | Raphaël Poirée       | Francia     | 39:28.2  | 1-0-1-0  |
| 2         | Ole Einar Bjørndalen | Norvegia    | + 3.8    | 3-1-0-0  |
| 3         | Sven Fischer         | Germania    | + 18.4   | 1-1-0-1  |
| 4         | Ricco Groß           | Germania    | + 19.3   | 0-0-0-0  |
| 5         | Vadzim Sašuryn       | Bielorussia | + 44.5   | 1-1-0-0  |
| 6         | Patrick Favre        | Italia      | + 46.8   | 1-1-1-0  |
| 7         | Sergej Rožkov        | Russia      | + 50.9   | 0-1-0-0  |
| 8         | Ilmārs Bricis        | Lettonia    | + 56.4   | 0-1-1-0  |
| 9         | Halvard Hanevold     | Norvegia    | + 59.3   | 1-0-0-1  |
| 10        | René Cattarinussi    | Italia      | + 1:00.7 | 0-0-2-0  |

9 febbraio

#### Individuale 20 km
| Posizione | Atleta               | Nazione     | Tempo    | Penalità |
| --------- | -------------------- | ----------- | -------- | -------- |
| 1         | Paavo Puurunen       | Finlandia   | 55:05.6  | 0-0-0-1  |
| 2         | Vadzim Sašuryn       | Bielorussia | + 28.2   | 0-0-0-1  |
| 3         | Ilmārs Bricis        | Lettonia    | + 29.5   | 0-0-0-0  |
| 4         | Sergej Rožkov        | Russia      | + 1:32.2 | 0-0-1-0  |
| 5         | Viktor Majgurov      | Russia      | + 1:43.0 | 0-1-0-1  |
| 6         | Ruslan Lysenko       | Ucraina     | + 1:44.8 | 0-1-0-0  |
| 7         | Ricco Groß           | Germania    | + 1:52.4 | 1-1-0-0  |
| 8         | Pavel Rostovcev      | Russia      | + 2:01.1 | 1-0-1-2  |
| 9         | Ville Räikkönen      | Finlandia   | + 2:38.8 | 1-0-1-0  |
| 10        | Ole Einar Bjørndalen | Norvegia    | + 2:43.6 | 1-2-2-1  |

7 febbraio

#### Staffetta 4x7,5 km
| Posizione | Nazione     | Atleti                                                             | Tempo     | Penalità        |
| --------- | ----------- | ------------------------------------------------------------------ | --------- | --------------- |
| 1         | Francia     | Gilles Marguet Vincent Defrasne Julien Robert Raphaël Poirée       | 1:12:56.7 | 0+3 0+2 0+0 0+1 |
| 2         | Bielorussia | Aljaksej Ajdaraŭ Aljaksandr Syman Aleh Ryžankoŭ Vadzim Sašuryn     | + 31.9    | 0+1 0+2 0+1     |
| 3         | Norvegia    | Egil Gjelland Frode Andresen Halvard Hanevold Ole Einar Bjørndalen | + 33.0    | 0+3 2+6 0+2 1+4 |
| 4         | Russia      | Sergej Rožkov Andrej Prokunin Viktor Majgurov Pavel Rostovcev      | + 57.1    | 0+2 1+3 0+0 0+2 |
| 5         | Finlandia   | Ville Räikkönen Timo Antila Paavo Puurunen Vesa Hietalahti         | + 1:52.2  | 0+4 1+3 0+2 0+0 |
| 6         | Polonia     | Wiesław Ziemianin Wojciech Kozub Krzysztof Topór Tomasz Sikora     | + 1:52.3  | 0+1             |
| 7         | Slovenia    | Janez Ožbolt Tomaž Globočnik Marko Dolenc Sašo Grajf               | + 1:53.2  | 1+6             |
| 8         | Austria     | Wolfgang Perner Christoph Sumann Daniel Mesotitsch Ludwig Gredler  | + 2:14.4  | 0+3 2+3 0+2 0+4 |

11 febbraio

### Donne

#### Sprint 7,5 km
| Posizione | Atleta              | Nazione  | Tempo    | Penalità |
| --------- | ------------------- | -------- | -------- | -------- |
| 1         | Kati Wilhelm        | Germania | 21:56.2  | 0-1      |
| 2         | Uschi Disl          | Germania | + 26.9   | 1-0      |
| 3         | Liv Grete Poirée    | Norvegia | + 41.4   | 1-1      |
| 4         | Katrin Apel         | Germania | + 57.8   | 1-1      |
| 5         | Corinne Niogret     | Francia  | + 1:09.2 | 1-0      |
| 6         | Magdalena Forsberg  | Svezia   | + 1:10.0 | 0-1      |
| 7         | Ol'ga Medvedceva    | Russia   | + 1:16.7 | 0-1      |
| 8         | Galina Kukleva      | Russia   | + 1:27.3 | 1-0      |
| 9         | Delphyne Burlet     | Francia  | + 1:30.7 | 0-1      |
| 10        | Ann Elen Skjelbreid | Norvegia | + 1:43.6 | 1-1      |

3 febbraio

#### Inseguimento 10 km
| Posizione | Atleta              | Nazione  | Tempo    | Penalità |
| --------- | ------------------- | -------- | -------- | -------- |
| 1         | Liv Grete Poirée    | Norvegia | 32:13.5  | 1-1-2-1  |
| 2         | Corinne Niogret     | Francia  | + 25.0   | 0-0-0-1  |
| 3         | Magdalena Forsberg  | Svezia   | + 35.0   | 0-2-1-0  |
| 4         | Ol'ga Medvedceva    | Russia   | + 38.4   | 1-0-1-1  |
| 5         | Andrea Henkel       | Germania | + 39.2   | 0-0-0-1  |
| 6         | Delphyne Burlet     | Francia  | + 1:06.6 | 0-0-1-1  |
| 7         | Kati Wilhelm        | Germania | + 1:20.7 | 3-3-1-0  |
| 8         | Katrin Apel         | Germania | + 1:28.0 | 0-2-2-1  |
| 9         | Ann Elen Skjelbreid | Norvegia | + 1:30.6 | 0-0-2-0  |
| 10        | Ekaterina Dafovska  | Bulgaria | + 1:30.7 | 0-0-1-1  |

14 febbraio

#### Partenza in linea 12,5 km
| Posizione | Atleta                 | Nazione  | Tempo    | Penalità |
| --------- | ---------------------- | -------- | -------- | -------- |
| 1         | Magdalena Forsberg     | Svezia   | 38:38.6  | 0-0-1-0  |
| 2         | Martina Beck           | Germania | + 1:04.4 | 0-0-0-0  |
| 3         | Liv Grete Poirée       | Norvegia | + 1:05.8 | 0-2-2-0  |
| 4         | Pavlina Filipova       | Bulgaria | + 1:23.7 | 0-0-0-0  |
| 5         | Kati Wilhelm           | Germania | + 1:23.8 | 0-2-0-0  |
| 6         | Gunn Margit Andreassen | Norvegia | + 1:32.3 | 0-0-0-0  |
| 7         | Ol'ga Medvedceva       | Russia   | + 1:43.0 | 2-1-0-0  |
| 8         | Alena Zubrylava        | Ucraina  | + 1:44.7 | 1-0-1-2  |
| 9         | Delphyne Burlet        | Francia  | + 1:45.6 | 1-1-1-1  |
| 10        | Éva Tófalvi            | Romania  | + 1:56.4 | 0-0-0-1  |

9 febbraio

#### Individuale 15 km
| Posizione | Atleta               | Nazione    | Tempo    | Penalità |
| --------- | -------------------- | ---------- | -------- | -------- |
| 1         | Magdalena Forsberg   | Svezia     | 45:13.0  | 0-0-0-1  |
| 2         | Liv Grete Poirée     | Norvegia   | + 37.3   | 0-1-0-2  |
| 3         | Alena Zubrylava      | Ucraina    | + 1:09.2 | 1-0-0-1  |
| 4         | Olena Petrova        | Ucraina    | + 1:12.5 | 0-0-0-0  |
| 5         | Anna Bogalij-Titovec | Russia     | + 1:25.0 | 0-0-1-0  |
| 6         | Éva Tófalvi          | Romania    | + 1:49.4 | 0-0-0-0  |
| 7         | Andreja Koblar       | Slovenia   | + 1:57.0 | 2-0-0-0  |
| 8         | Nathalie Santer      | Italia     | + 2:15.3 | 2-0-1-0  |
| 9         | Andrea Henkel        | Germania   | + 2:23.0 | 0-2-0-0  |
| 10        | Anna Murínová        | Slovacchia | + 3:00.5 | 0-0-0-1  |

6 febbraio

#### Staffetta 4x7,5 km
| Posizione | Nazione  | Atlete                                                                                  | Tempo     | Penalità        |
| --------- | -------- | --------------------------------------------------------------------------------------- | --------- | --------------- |
| 1         | Russia   | Ol'ga Medvedceva Anna Bogalij-Titovec Galina Kukleva Svetlana Išmuratova                | 1:29:02.8 | 0+3 0+1 0+5 1+4 |
| 2         | Germania | Uschi Disl Katrin Apel Andrea Henkel Kati Wilhelm                                       | + 25.5    | 0+2 0+0 2+3     |
| 3         | Ucraina  | Alena Zubrylava Olena Petrova Nina Lemeš Tetjana Vodopjanova                            | + 52.4    | 0+2 0+0 0+2 0+1 |
| 4         | Norvegia | Ann Elen Skjelbreid Gro Marit Istad Kristiansen Gunn Margit Andreassen Liv Grete Poirée | + 1:33.5  | 0+1 3+5 0+2     |
| 5         | Francia  | Florence Baverel-Robert Delphyne Burlet Sandrine Bailly Corinne Niogret                 | + 3:52.6  | 0+0 0+2 2+3 0+1 |
| 6         | Bulgaria | Pavlina Filipova Irina Nikulčina Radka Popova Ekaterina Dafovska                        | + 4:11.2  | 0+3 0+4 0+1     |
| 7         | Slovenia | Lucija Larisi Andreja Koblar Dijana Ravnikar Tadeja Brankovič                           | + 4:11.3  | 0+12            |
| 8         | Italia   | Michela Ponza Siegrid Pallhuber Saskia Santer Nathalie Santer                           | + 5:25.6  | 0+0 0+5 2+6     |

10 febbraio

## Medagliere per nazioni
| Posizione | Nazione     | Oro | Argento | Bronzo | Totale |
| --------- | ----------- | --- | ------- | ------ | ------ |
| 1         | Russia      | 3   | 0       | 0      | 3      |
| 2         | Francia     | 2   | 2       | 0      | 4      |
| 3         | Svezia      | 2   | 0       | 1      | 3      |
| 4         | Germania    | 1   | 3       | 2      | 6      |
| 5         | Norvegia    | 1   | 2       | 4      | 7      |
| 6         | Finlandia   | 1   | 0       | 0      | 1      |
| 7         | Bielorussia | 0   | 2       | 0      | 2      |
| 8         | Italia      | 0   | 1       | 0      | 1      |
| 9         | Ucraina     | 0   | 0       | 2      | 2      |
| 10        | Lettonia    | 0   | 0       | 1      | 1      |